# A.I. Umělá inteligence
A.I. Umělá inteligence (v anglickém originále A.I. Artificial Intelligence) je americký sci-fi film z roku 2001. Režisérem filmu je Steven Spielberg. Hlavní role ve filmu ztvárnili Haley Joel Osment, Jude Law, Frances O’Connor, Sam Robards a Jake Thomas.

## Obsazení
| Haley Joel Osment | David           |
| Jude Law          | Gigolo Joe      |
| Frances O’Connor  | Monica Swinton  |
| Sam Robards       | Henry Swinton   |
| Jake Thomas       | Martin Swinton  |
| William Hurt      | Allen Hobby     |
| Brendan Gleeson   | Johnson-Johnson |
| Ashley Scott      | Gigolo Jane     |
| Ben Kingsley      | vypravěč        |
| Robin Williams    | Dr. Know        |
| Meryl Streep      | Blue Fairy      |
| Chris Rock        | Mecha           |

## Ocenění
John Williams byl za hudbu k tomuto filmu nominován na Oscara a Zlatý glóbus. Jude Law byl za svou roli v tomto filmu nominován na Zlatý glóbus, stejně jako Steven Spielberg za režii. Film byl dále nominován na Oscara a cenu BAFTA v kategorii nejlepší vizuální efekty.